# Buck ai confini del cielo
Buck ai confini del cielo è un film del 1991 diretto da Tonino Ricci, liberamente tratto da Il richiamo della foresta di Jack London.

## Trama
Narra la storia di un bambino di nome Tim che vive con il padre Dan e il nonno Thomas, in una capanna sperduta in Alaska.
Il bimbo ha per amico un cane di nome Buck. Un giorno, al ritorno dalla caccia, padre e figlio trovano Thomas morto nella capanna. Il cane Buck farà in modo di far scoprire allo sceriffo gli uccisori della vittima.